# 1915年大奖赛赛季
1915年大奖赛赛季（英語：1915 Grand Prix season）的大奖赛赛事在美国继续举行。由于第一次世界大战的爆发，赛车比赛在欧洲停办。美国大奖赛离开了圣莫尼卡，首次在旧金山举行。

## 赛季回顾
美国汽车协会国家锦标赛的每场比赛：http://www.champcarstats.com/year/1915.htm（页面存档备份，存于）